# 史良植
史良植（？—1648年），河南河南衛人，清朝政治人物、進士出身。

## 生平
順治三年，登進士，授江南英山县知县，順治五年，因抵禦王鼎民變而陣亡。